# 베스티아리

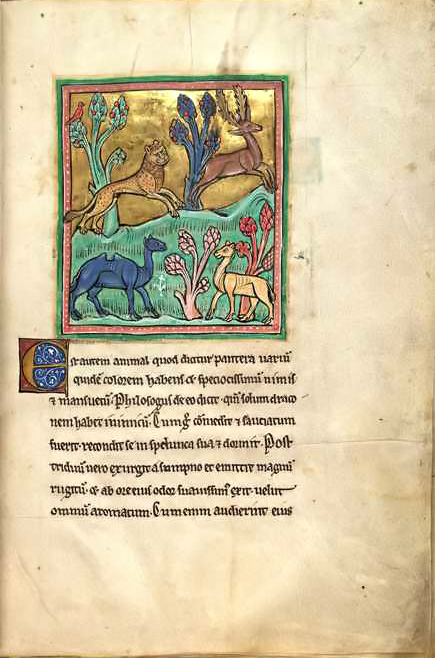
표범이 나온 베스티아리.

베스티아리(Bestiary)는 동물우화집 중 하나이다. 고대 때 만들어졌으며 중세 때 굉장히 유명해졌다. 본문에는 여러 가지 동물, 새, 바위 등을 묘사하였다. 각각의 자연물을 통한 그림과 설명은 주로 도덕적인 교훈을 가져다 준다. 이것은 세상이 "신의 언어"였다는 것을 보여주고, 모든 살아있는 만물은 그 자체의 의미를 가지고 있다는 것을 보여준다. 예를 들어, 펠리컨은 제우스의 살아있는 표현물로 묘사되어 있다. 또한, 베스티아리는 많은 기독교적 예술과 문학에 영향을 미쳤다.